# Брото Утомо
Брото Утомо е индонезийски дипломат.
- Посланик в България от 2003 до 2007 г.

Завършва социални и политически науки в Университета „Гаджах Мада“ в Джокякарта (1974). Има специализации в университета в Сан Франсиско (1975), Международния институт по държавна администрация, Париж (1979) и Института по източни и африкански науки (1982).